# Porter warmiński
Porter warmiński – ciemne piwo warzone przez Browar Kormoran w stylu porteru bałtyckiego. Piwo zawiera 21,0% ekstraktu wag. oraz 9,0% alkoholu obj. Porter warmiński warzony jest metodą tradycyjną, ze słodu pilzneńskiego, palonego i karmelowego. Leżakowany jest m.in. 21 tygodni, jest niefiltrowany i pasteryzowany. Piwo zadebiutowało w 2009 r.

## Nagrody i wyróżnienia
- 2009: II miejsce w kategorii "Piwo ciemne mocne o zawartości ekstraktu w brzeczce pow. 18,1ºBlg." na 39 Ogólnopolskim Święcie Chmielarzy i Piwowarów Chmielaki Krasnostawskie 2009[1]
- 2009: Złoty medal w kategorii "Open (piwa ciemne)" w Otwartym Konkursie Piw I Gali Browarników 2009 w Łodzi/Warszawie[2]
- 2009: I miejsce w kategorii "Porter bałtycki" na III Gwiazdkowej Degustacji Porterów w Moskwie (3-я Рождественская дегустация портеров)[3]
- 2010: I miejsce w kategorii "Porter bałtycki" na IV Gwiazdkowej Degustacji Porterów i Stoutów w Moskwie (IV Рождественская дегустация портеров и стаутов)[4]
- 2012: Złoty medal w kategorii Porter bałtycki podczas European Beer Star w Niemczech[5]